# Deuterolysin
Deuterolisina (EC 3.4.24.39, Penicillium roqueforti protease II, proteinase microbiana neutra II, metaloproteinase ácida, proteinase neutra II, Penicillium roqueforti metaloproteinase) é uma enzima. Esta enzima catalisa a seguinte reação química
Clivagem preferencial de ligações com resíduos hidrofóbicos em P1'; também ligações Asn3-Gln e Gly8-Ser na cadeia B da insulina
Esta enzima está presente em Penicillium roqueforti, P. caseicolum, Pyricularia oryzae, Aspergillus sojae e A. oryzae.